# Tarafa Baghajati

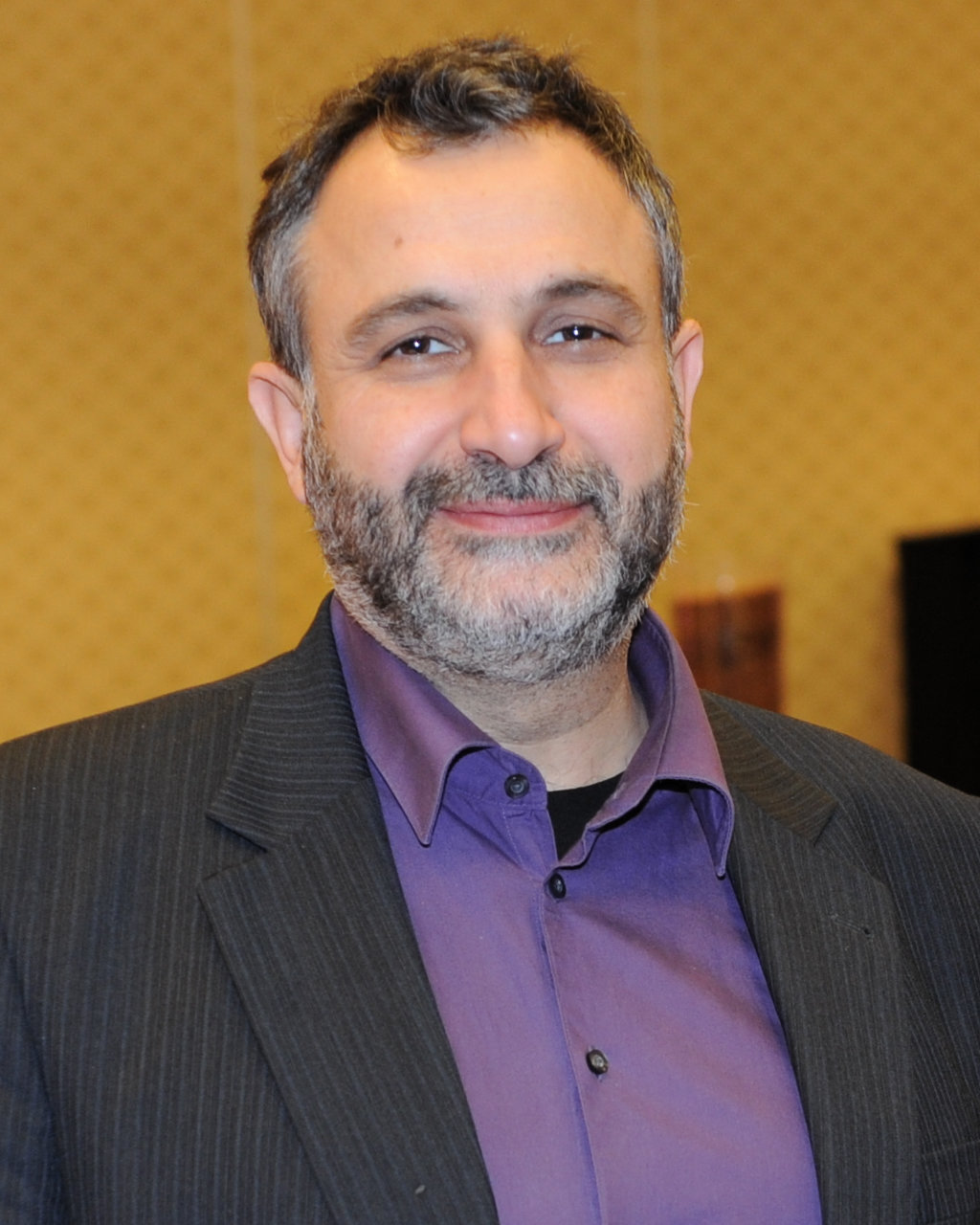
Tarafa Baghajati

Tarafa Baghajati (arabisch طرفة بغجاتي Tarafa Baghadschati, DMG Ṭarafa Baġaǧātī; * 1. September 1961 in Damaskus, Syrien) ist Obmann der Initiative muslimischer ÖsterreicherInnen (IMÖ).

## Leben
Tarafa Baghajati studierte von 1980 bis 1986 an der Polytechnischen Universität Timișoara in Rumänien und schloss als Diplombauingenieur ab. Er lebt und arbeitet als Bauingenieur seit 1986 in Wien und ist seit 1990 mit Carla Siebrasse verheiratet.

## Öffentliches Wirken
Baghajati ist Vortragsredner zu den Themenbereichen Migration, Integration und Antirassismus. Weitere Themen sind Nahost, Islam und Muslime in Österreich und Europa.
Er gründete 1999 die Initiative muslimischer ÖsterreicherInnen (IMÖ) zusammen mit seiner Ehefrau Carla Amina Baghajati, Omar Al-Rawi, Mouddar Khouja und Andrea Saleh, welche Funktionäre der Islamischen Glaubensgemeinschaft in Österreich sind.
Baghajati ist ehemaliges Vorstandsmitglied (2001–2007, zwischen 2004 und 2007 Vizepräsident) und Mitglied des Ehrenbeirats von ENAR (Europäisches Netzwerk gegen Rassismus).
Als Obmann-Stellvertreter des 2008 gegründeten Vereins WIIEB (Wiener Islamisches Institut für Erwachsenenbildung) hält er für diesen Volkshochschulkurse über den Islam.
Er ist zudem Vorstandsmitglied der Platform for Intercultural Europe – PIE sowie Weggefährte von Rüdiger und Annette Nehberg im Projekt Target im Kampf gegen die Beschneidung weiblicher Genitalien. Im März 2009 besuchten Rüdiger Nehberg und Tarafa Baghajati den in Qatar lebenden islamischen Rechtsgelehrten Yusuf al-Qaradawi, der als die wichtigste zeitgenössische Autorität des sunnitischen Islam gilt. In einer ausgefertigten Fatwa des anerkannten Rechtsgelehrten wird die genitale Verstümmelung von Mädchen als „Teufelswerk“ bezeichnet und verboten, da sie gegen die Ethik des Islam gerichtet sei. In einer Rede im Hamburger Völkerkundemuseum am 6. Februar 2011 wagte Baghajati die Prognose, schon im Jahr 2020 das Ende dieses Brauches feiern zu können.
Baghajati ist Mitgründer der 2006 gegründeten Plattform Christen und Muslime sowie Mitgründer und Vorstandsmitglied der 2010 gegründeten Initiative EMISCO – European Muslim Initiative for Social Cohesion. Am 29. Mai 2011 wurde Baghajati in den Ausschuss der IRG (Islamische Religionsgemeinde Wien) als Kulturreferent der IRG-Wien gewählt.
Baghajati ist islamischer Gefängnisseelsorger und forderte 2008, die Entscheidung der Lebenspartnerin von Mohamed Mahmoud, beim Terrorismusverfahren gegen sie und Mahmoud vor Gericht eine Ganzkörperverschleierung (Niqab) zu tragen, müsse respektiert werden.
Im Januar 2009 trat er als Sprecher der Initiative „Stoppt das Massaker in Gaza“ in Wien auf und charakterisierte die israelische Operation Gegossenes Blei als Amoklauf, der weder durch die Hamas noch durch die Kassam-Raketen erklärt werden könne.
Im Juli 2009 warf er deutschen Medien im Mordfall Marwa El-Sherbini vor, sie hätten „die Nachricht zuerst systematisch unterdrückt, und jetzt wird sogar versucht, eine Art Täter-Opfer-Umkehr zu gestalten.“
Im Jahr 2010 erklärte Baghajati in einem Gastkommentar für Die Welt, dass eine zuvor von zahlreichen Medien verbreitete Meldung, wonach der islamische Rechtsgelehrte Yusuf al-Qaradawi das Weihnachtsfest verbieten wolle, auf einer fehlerhaften Übersetzung beruhe. Al-Qaradawi habe lediglich „Kritik an der Verbreitung von kommerziellem Weihnachtskitsch in der muslimischen Gesellschaft“ geübt; von einer „Hasspredigt“ könne keine Rede sein.
In seinem Buchbeitrag im Integration, Rassismen und Weltwirtschaftskrise mit dem Titel: Neuer Diskurs um Islam in Europa und Österreich – Von einer „Ausländerdebatte“ zur „Islamdebatte“ äußerte sich Baghajati kritisch zur Übernahme des Begriffes „Islamophobie“ aus dem angelsächsischen Raum. Er spricht sich auch gegen die Verwendung des Begriffes Fremdenfeindlichkeit in Bezug auf europäische Muslime aus und schlägt folgende Definition vor: „Islamfeindlichkeit ist eine feindselige Haltung gegenüber dem Islam und Muslimen. Sie bedient sich vorhandener Vorurteile, Verallgemeinerungen und pseudowissenschaftlicher Theorien und rechtfertigt somit die Diskriminierung von Musliminnen und Muslimen. Diese Diskriminierung kann sich direkt wie indirekt, mittelbar und unmittelbar niederschlagen. Die Bandbreite reicht von einer Haltung arroganter Überlegenheit gegenüber der als kulturell minderwertig eingestuften Gruppe der Muslime und ihrer Religion, die einen Umgang auf Augenhöhe verhindert bis hin zur bewussten Verringerung der Chancengleichheit, sei es in Bildung, Arbeitswelt oder beim Zugang zu Wohnung und Gütern sowie bis zur physischen Gewaltanwendung als äußerster Form der Diskriminierung.“
Zu Apostasie im Islam schrieb Baghajati 2006 in einem Gastkommentar, dass ein Todesurteil bei Religionswechsel abzulehnen sei.
Tarafa Baghajati tritt in mehreren Stellungnahmen gegen IS “Daesh/Islamischer Staat” auf. Zu deren effektiver Bekämpfung sieht er als einzigen Weg eine Gesamtlösung in Syrien. In dieser politischen Lösung hätten weder Assad, noch die Terrormiliz Platz.
In seinem Buchbeitrag Mensch-Tier-Beziehung und Tierschutz im Islam im Buch Tier-Mensch-Ethik sieht Baghajati keinen Widerspruch zwischen dem Tierschutz und dem Schächten bei Juden und Muslimen.
In seiner Sachverhaltsdarstellung an die Staatsanwaltschaft Wien verdächtigte Tarafa Baghajati Geert Wilders der Verhetzung. Daraufhin wurde gegen Wilders Ermittlungen eingeleitet.
Gemeinsam mit Susanne Heine führt Tarafa Baghajati seit 2014 den Vorsitz der 2006 gegründete "Plattform Christen und Muslime". Diese Plattform wurde unter anderem von Paul Schulmeister, Peter Pawlowsky, Carla Amina Baghajati, Omar Al-Rawi, Heinz Nußbaumer und Tarafa Baghajati gegründet und hat sich 2014 als Verein konstituiert.
In der österreichischen Bundespräsidentschaftswahl unterstützte Baghajati den Kandidaten Alexander Van der Bellen.

## Auszeichnungen

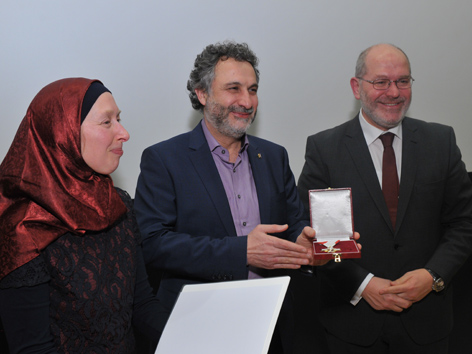
Im Februar 2016 erhielt Tarafa Baghajati das Goldene Verdienstzeichen des Landes Wien

Die Initiative muslimischer ÖsterreicherInnen (IMÖ) bewarb sich 2008 unter Tarafa Baghajati erfolgreich für den Demokratiepreis der Margaretha Lupac Stiftung.
Im Februar 2016 wurde Tarafa Baghajati das Goldene Verdienstzeichen des Landes Wien verliehen.

## Radio- und Fernsehbeiträge
- Proteste in Syrien – Zwischen Bürgerkrieg und Unterdrückung Ein Gespräch mit dem austro-syrischen Imam und Publizisten Tarafa Baghajati (DRadio Wissen, 1. April 2011)
- Tarafa Baghajati über Syrien (ORF Orientierung, Apr 2011)
- Das Islamische Opferfest und seine Rituale (ORF Die Stimme des Islam, 13. November 2011)
- TARGETs Konferenz in Addis Abeba (Äthiopien, April 2009)
- Fatwa von Yusuf Al-Qaradawi gegen FGM (Doha, Katar, 2. März 2009)
- Genitalverstümmelung – Ende in Sicht? (ORF Religionen der Welt, 13. Oktober 2012)
- Tarafa Baghajati in 3sat-Debatte (YouTube, 27. August 2012)